# Средна-Махала
Средна-Махала (болг. Средна махала) — село в Болгарии. Находится в Бургасской области, входит в общину Руен. Население составляет 329 человек (2022).

## Политическая ситуация
В местном кметстве Средна-Махала, в состав которого входит Средна-Махала, должность кмета (старосты) исполняет Мехмед Адем Ереджеб (Движение за права и свободы (ДПС)) по результатам выборов правления кметства.
Кмет (мэр) общины Руен — Дурхан Мехмед Мустафа (Движение за права и свободы (ДПС)) по результатам выборов в правление общины.